# Turn- und Sportgemeinschaft 1899 Hoffenheim 2011-2012
Questa voce raccoglie le informazioni riguardanti il Turn- und Sportgemeinschaft 1899 Hoffenheim nelle competizioni ufficiali della stagione 2011-2012.

## Stagione
Nella stagione 2011-2012 l'Hoffenheim, allenato da Markus Babbel, concluse il campionato di Bundesliga all'11º posto. In coppa di Germania l'Hoffenheim fu eliminato ai quarti di finale dal Greuther Fürth.

## Rosa
| N. |                        | Ruolo | Calciatore           |
| -- | ---------------------- | ----- | -------------------- |
| 30 | Belgio (bandiera)      | P     | Koen Casteels        |
| 1  | Germania (bandiera)    | P     | Daniel Haas          |
| 33 | Germania (bandiera)    | P     | Tom Starke           |
| 2  | Germania (bandiera)    | D     | Andreas Beck         |
| 28 | Paesi Bassi (bandiera) | D     | Edson Braafheid      |
| 5  | Germania (bandiera)    | D     | Marvin Compper       |
| 35 | Germania (bandiera)    | D     | Kevin Conrad         |
| 37 | Germania (bandiera)    | D     | Manuel Gulde         |
| 26 | Austria (bandiera)     | D     | Andreas Ibertsberger |
| 3  | Germania (bandiera)    | D     | Matthias Jaissle     |
| 16 | Stati Uniti (bandiera) | D     | Fabian Johnson       |
| 4  | Germania (bandiera)    | D     | Stefan Thesker       |
| 29 | Danimarca (bandiera)   | D     | Jannik Vestergaard   |
| 25 | Ghana (bandiera)       | D     | Isaac Vorsah         |
| 32 | Stati Uniti (bandiera) | C     | Joseph-Claude Gyau   |

| N. |                                 | Ruolo | Calciatore       |
| -- | ------------------------------- | ----- | ---------------- |
| 21 | Germania (bandiera)             | C     | Dominik Kaiser   |
| 22 | Brasile (bandiera)              | C     | Roberto Firmino  |
| 6  | Germania (bandiera)             | C     | Sebastian Rudy   |
| 23 | Bosnia ed Erzegovina (bandiera) | C     | Sejad Salihović  |
| 31 | Germania (bandiera)             | C     | Tobias Strobl    |
| 7  | Germania (bandiera)             | C     | Boris Vukčević   |
| 17 | Germania (bandiera)             | C     | Tobias Weis      |
| 27 | Liechtenstein (bandiera)        | C     | Sandro Wieser    |
| 13 | Stati Uniti (bandiera)          | C     | Daniel Williams  |
| 10 | Paesi Bassi (bandiera)          | A     | Ryan Babel       |
| 39 | Croazia (bandiera)              | A     | Srđan Lakić      |
| 15 | Togo (bandiera)                 | A     | Peniel Mlapa     |
| 8  | Zimbabwe (bandiera)             | A     | Knowledge Musona |
| 9  | Germania (bandiera)             | A     | Sven Schipplock  |
| 34 | Germania (bandiera)             | A     | Denis Thomalla   |

## Organigramma societario
Area tecnica
- Allenatore: Markus Babbel
- Allenatore in seconda: Rainer Widmayer
- Preparatore dei portieri: Zsolt Petry
- Preparatori atletici: Christian Neitzert

## Risultati

### Bundesliga

#### Girone di andata
| Arbitro: | Kinhöfer |

|                                       |           |                      |
| Schlaudraff 15’ Abdellaoue 30’ (rig.) | Marcatori | 18’ (rig.) Salihović |

| Arbitro: | Aytekin |

|              |           |  |
| Salihović 9’ | Marcatori |  |

| Arbitro: | Wingenbach |

|  |           |                               |
|  | Marcatori | 5’ Babel 75’ (rig.) Salihović |

| Arbitro: | Rafati |

|             |           |                              |
| Firmino 36’ | Marcatori | 38’ Arnautović 83’ Rosenberg |

| Arbitro: | Winkmann |

|  |           |                                                      |
|  | Marcatori | 16’ Firmino 45’ (rig.), 74’ Babel 85’ (aut.) Noveski |

| Arbitro: | Fritz |

|                            |           |             |
| Babel 20’ Firmino 24’, 85’ | Marcatori | 68’ Dejagah |

| Arbitro: | Sippel |

|                         |           |  |
| Jajalo 20’ Podolski 64’ | Marcatori |  |

| Sinsheim 1º ottobre 2011, ore 15:30 CEST 8ª giornata | Hoffenheim | 0 – 0 referto | Bayern Monaco | Wirsol Rhein-Neckar-Arena (30 150 spett.)\| Arbitro: \| Kinhöfer \| |
| Arbitro:                                             | Kinhöfer   |               |               |                                                                     |

| Arbitro: | Rafati |

|                                   |           |  |
| Okazaki 48’ Pogrebnjak 77’ (rig.) | Marcatori |  |

| Arbitro: | Dingert |

|              |           |  |
| Ibišević 56’ | Marcatori |  |

| Arbitro: | Welz |

|                                    |           |              |
| Raúl 28’ Huntelaar 73’ (rig.), 76’ | Marcatori | 63’ Ibišević |

| Arbitro: | Perl |

|              |           |              |
| Ibišević 33’ | Marcatori | 73’ Kouemaha |

| Arbitro: | Fritz |

|                         |           |  |
| Guerrero 25’ Jansen 65’ | Marcatori |  |

| Arbitro: | Aytekin |

|             |           |             |
| Firmino 24’ | Marcatori | 90’ Dembélé |

| Arbitro: | Stark |

|                      |           |  |
| Derdiyok 10’ Sam 79’ | Marcatori |  |

| Arbitro: | Drees |

|  |           |                   |
|  | Marcatori | 39’, 56’ Ibišević |

| Arbitro: | Sippel |

|               |           |            |
| Salihović 21’ | Marcatori | 90’ Hubník |

#### Girone di ritorno
| Sinsheim 21 gennaio 2012, ore 15:30 CET 18ª giornata | Hoffenheim | 0 – 0 referto | Hannover 96 | Wirsol Rhein-Neckar-Arena (24 800 spett.)\| Arbitro: \| Dingert \| |
| Arbitro:                                             | Dingert    |               |             |                                                                    |

| Arbitro: | Kircher |

|                                |           |             |
| Kagawa 16’, 55’ Großkreutz 31’ | Marcatori | 63’ Johnson |

| Arbitro: | Wingenbach |

|                                |           |                          |
| Mlapa 37’ Salihović 50’ (rig.) | Marcatori | 30’ Mölders 71’ Langkamp |

| Arbitro: | Weiner |

|                |           |                |
| Arnautović 90’ | Marcatori | 4’ Vestergaard |

| Arbitro: | Stieler |

|                   |           |           |
| Noveski 9’ (aut.) | Marcatori | 29’ Zidan |

| Arbitro: | Schmidt |

|                   |           |                           |
| Helmes 69’ (rig.) | Marcatori | 2’ Firmino 84’ Schipplock |

| Arbitro: | Hartmann |

|             |           |              |
| Compper 33’ | Marcatori | 81’ Podolski |

| Arbitro: | Fritz |

|                                                                |           |                    |
| Gómez 5’, 35’, 48’ Robben 12’ (rig.), 29’ Kroos 18’ Ribéry 58’ | Marcatori | 85’ (aut.) Gustavo |

| Arbitro: | Perl |

|                      |           |                  |
| Salihović 74’ (rig.) | Marcatori | 8’, 43’ Ibišević |

| Arbitro: | Stark |

|          |           |                          |
| Reus 38’ | Marcatori | 77’ Firmino 79’ Vukčević |

| Arbitro: | Schmidt |

|                      |           |                      |
| Salihović 30’ (rig.) | Marcatori | 80’ (rig.) Huntelaar |

| Arbitro: | Welz |

|            |           |                                   |
| Bugera 86’ | Marcatori | 26’ (rig.) Salihović 71’ Vukčević |

| Arbitro: | Wingenbach |

|                                                                 |           |  |
| Vestergaard 17’ Salihović 25’ (rig.) Johnson 51’ Schipplock 59’ | Marcatori |  |

| Friburgo in Brisgovia 15 aprile 2012, ore 17:30 CEST 31ª giornata | Friburgo | 0 – 0 referto | Hoffenheim | Mage Solar Stadion (23 500 spett.)\| Arbitro: \| Aytekin \| |
| Arbitro:                                                          | Aytekin  |               |            |                                                             |

| Arbitro: | Brych |

|  |           |              |
|  | Marcatori | 79’ Schürrle |

| Arbitro: | Kircher |

|                        |           |                             |
| Beck 22’ Braafheid 89’ | Marcatori | 10’, 72’ Pekhart 45’ Didavi |

| Arbitro: | Kinhöfer |

|                                 |           |             |
| Ben-Hatira 14’, 78’ Raffael 90’ | Marcatori | 85’ Compper |

### Coppa di Germania
| Arbitro: | Dankert |

|              |           |                                             |
| Buchholz 36’ | Marcatori | 51’ (rig.) Salihović 99’ Johnson 116’ Babel |

| Arbitro: | Kircher |

|                      |           |           |
| Obasi 41’ Musona 50’ | Marcatori | 6’ Jajalo |

| Arbitro: | Kinhöfer |

|                            |           |           |
| Salihović 23’ Ibišević 49’ | Marcatori | 36’ Oehrl |

| Arbitro: | Fritz |

|  |           |            |
|  | Marcatori | 44’ Occéan |

## Statistiche

### Statistiche di squadra
| Competizione      | Punti | In casa | In casa | In casa | In casa | In casa | In casa | In trasferta | In trasferta | In trasferta | In trasferta | In trasferta | In trasferta | Totale | Totale | Totale | Totale | Totale | Totale | DR |
| Competizione      | Punti | G       | V       | N       | P       | Gf      | Gs      | G            | V            | N            | P            | Gf           | Gs           | G      | V      | N      | P      | Gf     | Gs     | DR |
| ----------------- | ----- | ------- | ------- | ------- | ------- | ------- | ------- | ------------ | ------------ | ------------ | ------------ | ------------ | ------------ | ------ | ------ | ------ | ------ | ------ | ------ | -- |
| Bundesliga        | 41    | 17      | 4       | 9       | 4       | 21      | 17      | 17           | 6            | 2            | 9            | 20           | 30           | 34     | 10     | 11     | 13     | 41     | 47     | -6 |
| Coppa di Germania | -     | 3       | 2       | 0       | 1       | 4       | 3       | 1            | 1            | 0            | 0            | 3            | 1            | 4      | 3      | 0      | 1      | 7      | 4      | +3 |
| Totale            | -     | 20      | 6       | 9       | 5       | 25      | 20      | 18           | 7            | 2            | 9            | 23           | 31           | 38     | 13     | 11     | 14     | 48     | 51     | -3 |

### Andamento in campionato
| Giornata  | 1  | 2 | 3 | 4 | 5 | 6 | 7 | 8 | 9 | 10 | 11 | 12 | 13 | 14 | 15 | 16 | 17 | 18 | 19 | 20 | 21 | 22 | 23 | 24 | 25 | 26 | 27 | 28 | 29 | 30 | 31 | 32 | 33 | 34 |
| --------- | -- | - | - | - | - | - | - | - | - | -- | -- | -- | -- | -- | -- | -- | -- | -- | -- | -- | -- | -- | -- | -- | -- | -- | -- | -- | -- | -- | -- | -- | -- | -- |
| Luogo     | T  | C | T | C | T | C | T | C | T | C  | T  | C  | T  | C  | T  | T  | C  | C  | T  | C  | T  | C  | T  | C  | T  | C  | T  | C  | T  | C  | T  | C  | C  | T  |
| Risultato | P  | V | V | P | V | V | P | N | P | V  | P  | N  | P  | N  | P  | V  | N  | N  | P  | N  | N  | N  | V  | N  | P  | P  | V  | N  | V  | V  | N  | P  | P  | P  |
| Posizione | 11 | 9 | 7 | 9 | 5 | 4 | 4 | 8 | 9 | 8  | 9  | 9  | 9  | 9  | 10 | 9  | 9  | 8  | 8  | 8  | 11 | 10 | 9  | 10 | 12 | 12 | 10 | 10 | 10 | 9  | 9  | 9  | 11 | 11 |

Legenda:

Luogo: C = Casa; T = Trasferta. Risultato: V = Vittoria; N = Pareggio; P = Sconfitta.

### Statistiche dei giocatori
| Giocatore       | Bundesliga | Bundesliga | Bundesliga  | Bundesliga | Coppa di Germania | Coppa di Germania | Coppa di Germania | Coppa di Germania | Totale   | Totale | Totale      | Totale     |
| Giocatore       | Presenze   | Reti       | Ammonizioni | Espulsioni | Presenze          | Reti              | Ammonizioni       | Espulsioni        | Presenze | Reti   | Ammonizioni | Espulsioni |
| --------------- | ---------- | ---------- | ----------- | ---------- | ----------------- | ----------------- | ----------------- | ----------------- | -------- | ------ | ----------- | ---------- |
| K. Casteels     | -          | -          | -           | -          | -                 | -                 | -                 | -                 | -        | -      | -           | -          |
| D. Haas         | 1          | 0          | 0           | 0          | 1                 | 0                 | 0                 | 0                 | 2        | 0      | 0           | 0          |
| T. Starke       | 33         | 0          | 0           | 0          | 3                 | 0                 | 0                 | 0                 | 36       | 0      | 0           | 0          |
| A. Beck         | 31         | 1          | 13          | 0          | 4                 | 0                 | 2                 | 0                 | 35       | 1      | 15          | 0          |
| E. Braafheid    | 21         | 1          | 1           | 0          | 3                 | 0                 | 0                 | 0                 | 24       | 1      | 1           | 0          |
| M. Compper      | 30         | 2          | 5           | 1          | 3                 | 0                 | 0                 | 1                 | 33       | 2      | 5           | 2          |
| K. Conrad       | -          | -          | -           | -          | -                 | -                 | -                 | -                 | -        | -      | -           | -          |
| M. Gulde        | -          | -          | -           | -          | -                 | -                 | -                 | -                 | -        | -      | -           | -          |
| A. Ibertsberger | 1          | 0          | 1           | 0          | 1                 | 0                 | 0                 | 0                 | 2        | 0      | 1           | 0          |
| M. Jaissle      | -          | -          | -           | -          | -                 | -                 | -                 | -                 | -        | -      | -           | -          |
| F. Johnson      | 29         | 2          | 0           | 0          | 4                 | 1                 | 0                 | 0                 | 33       | 3      | 0           | 0          |
| S. Thesker      | -          | -          | -           | -          | -                 | -                 | -                 | -                 | -        | -      | -           | -          |
| J. Vestergaard  | 23         | 2          | 3           | 0          | 3                 | 0                 | 0                 | 0                 | 26       | 2      | 3           | 0          |
| I. Vorsah       | 21         | 0          | 2           | 1          | 2                 | 0                 | 0                 | 0                 | 23       | 0      | 2           | 1          |
| J. Gyau         | -          | -          | -           | -          | 1                 | 0                 | 0                 | 0                 | 1        | 0      | 0           | 0          |
| D. Kaiser       | 9          | 0          | 1           | 0          | 1                 | 0                 | 0                 | 0                 | 10       | 0      | 1           | 0          |
| R. Firmino      | 30         | 7          | 4           | 0          | 3                 | 0                 | 0                 | 0                 | 33       | 7      | 4           | 0          |
| S. Rudy         | 28         | 0          | 6           | 0          | 1                 | 0                 | 0                 | 0                 | 29       | 0      | 6           | 0          |
| S. Salihović    | 23         | 9          | 8           | 0          | 3                 | 2                 | 0                 | 0                 | 26       | 11     | 8           | 0          |
| T. Strobl       | 1          | 0          | 0           | 0          | 1                 | 0                 | 0                 | 0                 | 2        | 0      | 0           | 0          |
| B. Vukčević     | 18         | 2          | 1           | 0          | 1                 | 0                 | 0                 | 0                 | 19       | 2      | 1           | 0          |
| T. Weis         | 13         | 0          | 5           | 0          | 1                 | 0                 | 0                 | 0                 | 14       | 0      | 5           | 0          |
| S. Wieser       | 1          | 0          | 0           | 0          | -                 | -                 | -                 | -                 | 1        | 0      | 0           | 0          |
| D. Williams     | 24         | 0          | 5           | 0          | 3                 | 0                 | 0                 | 0                 | 27       | 0      | 5           | 0          |
| R. Babel        | 31         | 4          | 5           | 1          | 4                 | 1                 | 1                 | 0                 | 35       | 5      | 6           | 1          |
| S. Lakić        | 7          | 0          | 0           | 0          | 1                 | 0                 | 1                 | 0                 | 8        | 0      | 1           | 0          |
| P. Mlapa        | 24         | 1          | 2           | 0          | 4                 | 0                 | 0                 | 0                 | 28       | 1      | 2           | 0          |
| K. Musona       | 16         | 0          | 2           | 0          | 1                 | 1                 | 0                 | 0                 | 17       | 1      | 2           | 0          |
| S. Schipplock   | 20         | 2          | 1           | 0          | 3                 | 0                 | 0                 | 0                 | 23       | 2      | 1           | 0          |
| D. Thomalla     | -          | -          | -           | -          | -                 | -                 | -                 | -                 | -        | -      | -           | -          |
| V. Ibišević     | 10         | 5          | 2           | 0          | 1                 | 1                 | 0                 | 0                 | 11       | 6      | 2           | 0          |
| C. Obasi        | 13         | 0          | 3           | 0          | 2                 | 1                 | 1                 | 0                 | 15       | 1      | 4           | 0          |
| G. Sigurðsson   | 7          | 0          | 0           | 0          | -                 | -                 | -                 | -                 | 7        | 0      | 0           | 0          |
| P. Tagoe        | 2          | 0          | 0           | 0          | 1                 | 0                 | 0                 | 0                 | 3        | 0      | 0           | 0          |